# Marco Marchiani
Marco Marchiani (1596 – Padova, 31 luglio 1663) è stato un vescovo cattolico italiano.

## Biografia
Canonico della cattedrale di Padova dal 1640 al 1645, negli anni 1650 fu vicario generale del vescovo Giorgio Cornaro.
Dal 1660, avvalendosi delle sue conoscenze di docente di diritto canonico, fu a Roma per trattare la questione di Comacchio, che era stata devoluta insieme a Ferrara allo Stato della Chiesa, pur senza essere stata feudo pontificio.
Il 13 marzo 1662 fu eletto vescovo di Feltre. Prese possesso della diocesi per procura.
Il suo nome compare su due architravi dell'ala a levante del palazzo vescovile, al piano ammezzato.
Morì a Padova il 31 luglio 1663.